# Eutettix southwicki
Eutettix southwicki är en insektsart som beskrevs av Van Duzee 1894. Eutettix southwicki ingår i släktet Eutettix och familjen dvärgstritar. Inga underarter finns listade i Catalogue of Life.